# پل وبستر
پل وبستر (انگلیسی: Paul Webster؛ زادهٔ ۲۰ اوت ۱۹۵۴) یک روزنامه‌نگار بریتانیایی است که از سال ۲۰۱۸ سردبیر روزنامه آبزرور بوده‌است. او قبلاً به مدت ۲۰ سال زیر نظر ویل هاتون، راجر آلتون و جان مول‌هلند معاون سردبیر آبزرور و قبل از آن، سردبیر خارجی و داخلی گاردین بود.
وبستر در ۱۹۹۳ نویسنده بیوگرافی آنتوان دو سنت‌اگزوپری هوانورد و خلبان فرانسوی بوده‌است.

## آبزرور
وبستر توسط کاترین واینر، سردبیر گروه رسانه‌ای گاردین ارتقای رتبه پیدا کرد و همچنین ویراستار آبزرور شد. به نقل از کاترین واینر گفته شد وبستر یک ویرایشگر «عالی» است. وبستر در مطلبی که در گاردین ایالات متحده آمریکا در آوریل ۲۰۱۸ درج شد گفت: «خوشحالم و مفتخرم که در چنین زمان هیجان انگیزی به عنوان سردبیر منصوب شدم، به ویژه که روزنامه در قالب نوین روزنامه‌نگاری تبلوید راه اندازی شد.» او در آوریل ۲۰۱۸ جانشین جان مول‌هلند شد و به عنوان سردبیر روزنامه گاردین آمریکا مشغول به کار گردید.